# آمليا رودريغز
آمليا رودريغز (بالبرتغالية: Amélia Rodrigues‏)؛ بلدية في ولاية باهيا في المنطقة الشمالية الشرقية من البرازيل.